# Marco van Ginkel
Wulfert Cornelius van Ginkel, mais conhecido como Marco van Ginkel, (Amersfoort, 1 de dezembro de 1992), é um futebolista neerlandês que atua como volante. Atualmente está no Boavista.

## Carreira
Van Ginkel ingressou na base do Vitesse em 1999 com sete anos de idade, progredindo através das fileiras do clube até finalmente fazer sua estréia no time principal na Eredivisie com apenas 17 anos de idade em abril de 2010.

### Vitesse

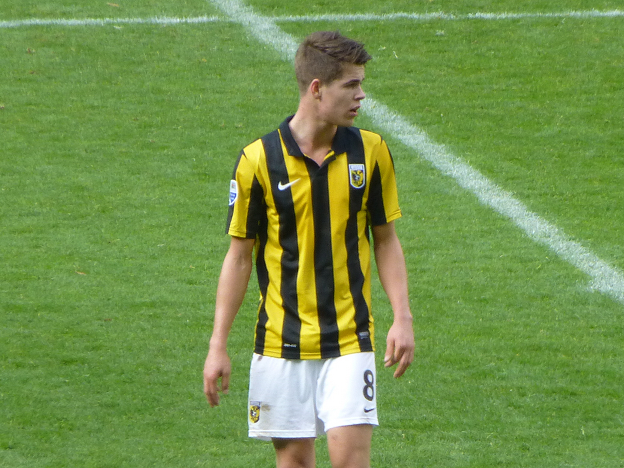
Van Ginkel atuando pelo Vitesse.

Van Ginkel fez sua estréia pela Vitesse em 9 de abril de 2010, substituindo Nicky Hofs no minuto 67 quando o clube perdia por 4-1 para o RKC Waalwijk.

### Chelsea
No dia 4 de Julho de 2013 foi anunciado como o novo reforço do Chelsea da Inglaterra por 10 Milhões de euros.

### Milan
Em 1 de Setembro de 2014, foi confirmado o empréstimo para o AC Milan por uma temporada.

## Títulos
PSV Eindhoven
- Campeonato Neerlandês: 2015–16, 2017–18
- Supercopa dos Países Baixos: 2021
- Copa dos Países Baixos: 2021–22

### Prêmios individuais
- Revelação do Futebol Neerlandês do Ano: 2012–13